# Салиховская гора
Салиховская гора (тат. Салих тавы) — памятник природы регионального значения, расположенный в Бавлинском районе Республики Татарстан в 4 км к северо-востоку от села Салихово. Представляет собой гряду холмов протяженностью 3 км вдоль левого берега пересыхающего летом притока реки Кандыз.

## История
Постановлением Совета Министров Татарской АССР от 24 апреля 1989 г. N 167 на территории Бавлинского района Татарской АССР гряда холмов возле села Салихово была признана памятником природы регионального значения. Помимо самого памятника, занимающего 29,93 га, также была выделена 30-метровая охранная зона вокруг него.

## Описание
Известковые склоны гряды холмов (преимущественно южной экспозиции) протяженностью 3 км в долине реки Кандыз покрыты степной растительностью с большим количеством редких в Татарстане видов и населены редкими беспозвоночными животными. По склонам распространены растительные группировки каменистой, кустарниковой и луговой степи.
На территории памятника природы обнаружено свыше 225 видов сосудистых растений, из которых 72 вида включено в Красную книгу Республики Татарстан: катран татарский, копеечник крупноцветковый, эфедра двухколосковая, астра альпийская и др. Более того, редкий охраняемый вид — вайда ребристая — на территории Татарстана встречается исключительно только в этом пункте.
К редким видам чешуекрылых, обитающих на территории Салиховской горы, относятся бархатница автоноя, аретуза, ферула, бризеида, а также включённые в Красную книгу Республики пестроглазка галатея и дриада. В лесополосе под горой в значительных количествах встречается медведица-госпожа.
Научное значение объекта определяется высокой концентрацией редких видов растений и животных на сравнительно малой площади. Изучение структуры популяций и систем воспроизводства редких видов, находящихся здесь на границе своих ареалов, позволяет установить причины, естественно ограничивающие их распространение в юго-восточном Закамье.